# Dauphin obscur
Lagenorhynchus obscurus
Espèce
Répartition géographique
Statut de conservation UICN

 LC  : Préoccupation mineure
Statut CITES
Le dauphin obscur (Lagenorhynchus obscurus) est un dauphin de l'hémisphère sud.

## Description et répartition[1]
Le dauphin obscur ou dauphin de Gray (Lagenorhynchus obscurus) mesure entre 170 et 210 cm. Il pèse 70-85 kg. Ce dauphin est mi-partie gris foncé ou bleu-noir, et une bande grise court de la face à la base de la queue et sépare les deux zones de couleur. La tête au profil régulier s'évase graduellement du bec à l'évent. Il a une grande nageoire dorsale en croissant. On le trouve respectivement au large de l'Amérique du Sud (L. obscurus fitzroyi), de l'Afrique du Sud (L. obscurus obscurus) et de la Nouvelle-Zélande.

## Mode de vie[1]
Le dauphin de Gray préfère les eaux entre 10 et 18 °C et ne descend pas au-dessous de 200 m. La sous-espèce L. obscurus fitzroyi se nourrit le jour de poissons nageant en bancs et de calmars, et la sous-espèce qui vit près de la Nouvelle-Zélande s'alimente la nuit, à des profondeurs moyennes. Le dauphin de Gray vit en bancs dont la composition change très rapidement et comptent de 2 à 1 000 individus qui sautent, se poursuivent et se frottent les uns contre les autres.

## Conservation[1]
Comme beaucoup de cétacés, le dauphin de Gray court le risque de se prendre dans les filets de pêche tendus pour attraper les mêmes poissons. Incapable de se dégager, il meurt d'asphyxie. On le chasse au large des côtes du Pérou pour sa chair, qui sert de viande et d'appât pour les poissons.